# ماهی دم‌شلاقی
ماهی دم‌شلاقی (نام علمی: Macrourinae) نام یک زیرخانواده از تیره دم‌شلاقیان است.